# Sara Duterte
Sara Zimmerman Duterte-Carpio (Cidade Davao, 31 de maio de 1978), comumente conhecida como Inday Sara, é uma advogada e política filipina, atual vice-presidente das Filipinas.  Ela também serviu como prefeita de Cidade Davao por dois períodos: entre 2016 e 2022 e anteriormente entre 2010 e 2013. Antes de seu mandato como prefeita, ela também serviu como vice-prefeita de Cidade Davao de 30 de junho de 2007 a 30 de junho de 2010. Ela é filha do ex-presidente das Filipinas, Rodrigo Duterte.

## Juventude e educação
Sara Zimmerman Duterte nasceu em Cidade Davao em 31 de maio de 1978, a segunda filha do então advogado Rodrigo Duterte e da aeromoça Elizabeth Zimmerman.
Desde a juventude, Duterte teve um caráter feroz e independente, levando a uma "relação de amor e ódio" com seu pai quando era estudante devido à sua desaprovação por suas tendências mulherengas e atividades noturnas. Apesar disso, Rodrigo considera Sara sua filha favorita, e pôs uma educação de alto valor sobre ela e seus irmãos.
Duterte frequentou o Colégio San Pedro, graduando-se em Bacharelado de Ciências Respiratórias, e se formou em 1999; em seu discurso inaugural como prefeita de Cidade Davao, Duterte disse que originalmente queria ser pediatra em vez de política. Mais tarde, ela se formou em direito no Colégio de San Sebastian - Recoletos de Manila e se formou em maio de 2005.
Em 2006, Duterte foi aprovado no exame da Ordem dos Advogados.
Ela é oficial da reserva nas Forças Armadas das Filipinas com a patente de Coronel.

## Carreira política

### Prefeita de Cidade Davao

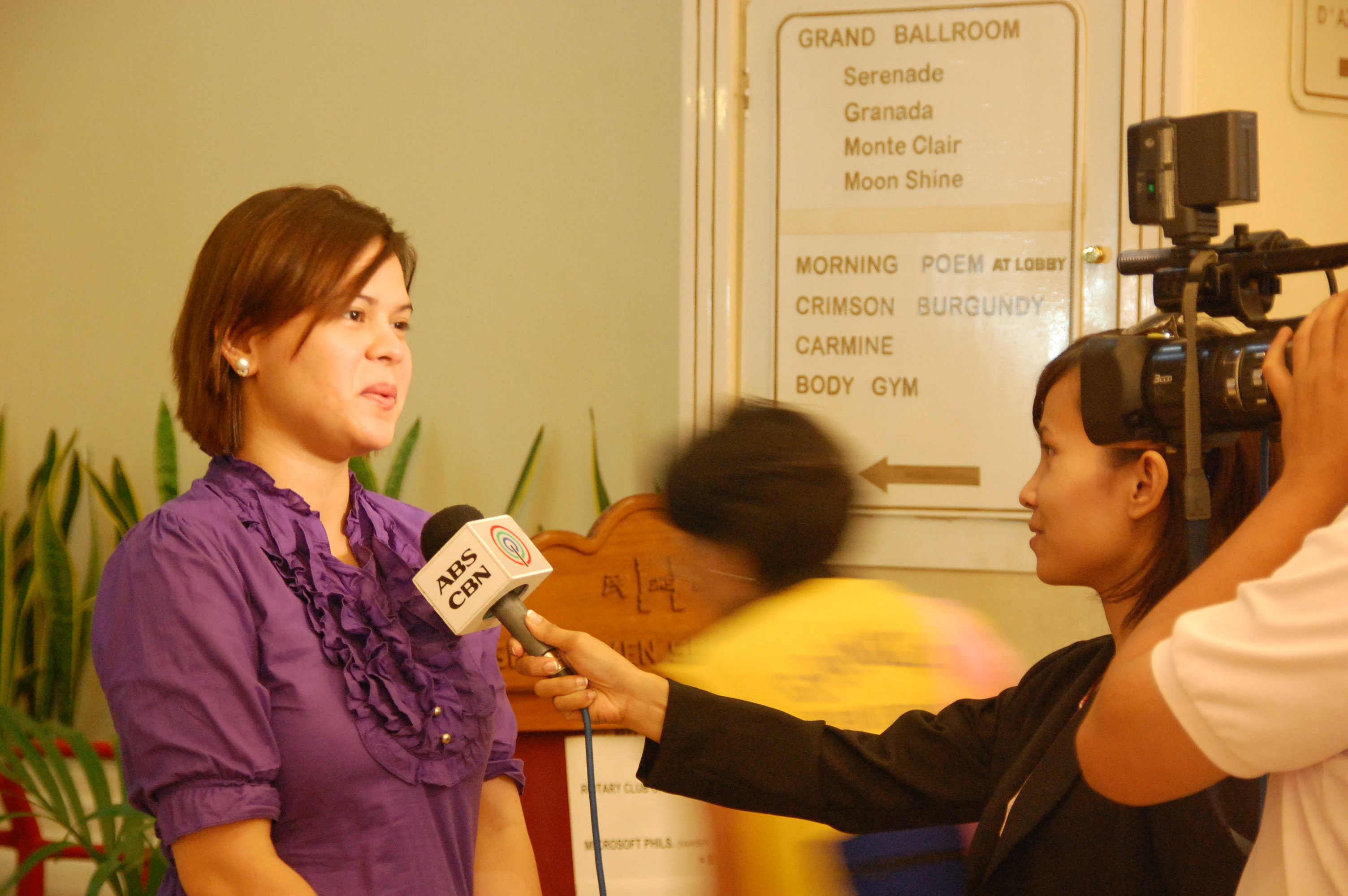
Duterte sendo entrevistada pela ABS-CBN News Crew em 12 de março de 2009, quando ainda era vice-prefeita.

Duterte-Carpio é a primeira prefeita de Cidade Davao e a mais jovem a ter sido eleita para o cargo na história política de Cidade Davao depois de trocar de função com seu pai Rodrigo Duterte de 2010 a 2013 como prefeito e vice-prefeito, respectivamente. Prometendo ser “útil e servir o país em todos os momentos”, Duterte, vice-prefeita nos três anos anteriores, assumiu o cargo que seu pai Rodrigo ocupou por mais de 20 anos. Sara venceu o presidente da Câmara, Prospero Nograles, rival político de seu pai, com uma vantagem de 200.000 votos nas eleições de 2010. Nograles anteriormente apresentou um protesto na Comissão de Eleições em Manila questionando os resultados, afirmando que houve uma conspiração de funcionários locais de votação. 
Duterte também foi um dos nove governadores eleitos da Cruz Vermelha Filipina em 2014. 
Em outubro de 2015, ela raspou a cabeça para convencer seu pai a concorrer à presidência nas eleições presidenciais das Filipinas em 2016, apesar da reticência deste último devido à falta de fundos de campanha e maquinaria política.
Ela concorreu novamente à prefeitura de Cidade Davao nas eleições de 2016 e ganhou o cargo, sucedendo seu pai, agora o atual presidente, pela segunda vez.

#### Planos futuros e suporte para a administração de seu pai
Dois anos após o início de seu mandato, o pai de Sara Duterte, o presidente Rodrigo Duterte, anunciou que queria que sua filha o sucedesse. Os Dutertes são conhecidos por apoiar dinastias políticas nas Filipinas, quando eles reuniram agressivamente apoio contra o Projeto de Anti-Dinastia Política durante 2015, afirmando que suas quase quatro décadas de governo incontestado em Davao como um produto do processo "democrático". Eles também acusaram e culpam vários políticos de serem dinastias políticas.
Cerca de dois meses após a proclamação de seu pai de Sara Duterte como sua "sucessora", Sara Duterte lançou um movimento que reuniu o apoio dos aliados políticos, apoiadores e amigos de Duterte e chamou-o de Tapang em Malasakit (lit. 'Coragem e Compaixão'). Sara Duterte negou que tenha algo a ver com qualquer campanha ou posição, mas analistas afirmaram que era parte de seus planos para ganhar tração política para futuras campanhas e uma tentativa de reunir aliados políticos contra o senador Antonio Trillanes Tindig Pilipinas ("Seja Reta, Filipinas"), um movimento que empurra ativamente por uma investigação sobre a alegada corrupção de Duterte, riqueza oculta e envolvimento em execuções extrajudiciais e um fim a todas as alegadas mentiras de Duterte. Esse movimento não ganhou força desde que foi estabelecido.
Em 18 de outubro de 2018, depois de ter alternado por duas décadas no gabinete do prefeito e vice-prefeito de Davao com seu pai (agora presidente do país) e seu irmão Paolo (ex-vice-prefeito), ela reapresentou sua candidatura ao gabinete do prefeito de Davao e apoiou sua candidatura a vice-prefeito de seu irmão mais novo, Sebastian (sem qualquer experiência política anterior). Com eles apareceu seu irmão mais velho, Paolo (que renunciou ao cargo de vice-prefeito de Davao em dezembro de 2017), e que então voltou à vida política apresentando sua candidatura ao Congresso. A esposa de Paolo, January Duterte, que é a atual Capitã Barangay em um dos distritos da cidade, também concorreu nas eleições municipais. Ela disse em entrevista que não pretende retirar seu COC como prefeito da cidade e pedir a sua substituição para concorrer a um cargo nacional, semelhante ao que o presidente Rodrigo Duterte fez antes nas eleições presidenciais de 2016. No entanto, muitos comentaristas políticos referiram-se a seus preparativos para concorrer ao Senado e até mesmo a viram como a futura presidente das Filipinas.

## Vida pessoal
Duterte está casada desde 27 de outubro de 2007 com seu colega advogado Manases "Mans" R. Carpio, que ela conheceu enquanto estudava na Universidade San Beda. Eles têm três filhos: uma filha adotiva, Mikhaila María, apelidada de "Sharky", e dois filhos, Mateo Lucas, apelidado de "Stingray", e Marko Digong , apelidado de "Stonefish". Manases, sobrinho da ombudsman Conchita Carpio-Morales e do juiz sênior da Suprema Corte Antonio Carpio, é advogado da Lapanday Foods Corp.
Em 18 de abril de 2016, em conexão com o comentário de estupro feito por seu pai Rodrigo em uma de suas campanhas de candidatura presidencial, Duterte acessou sua conta no Instagram para admitir que ela já foi uma vítima de estupro. No entanto, Rodrigo Duterte rejeitou a admissão de sua filha e se referiu a ela como uma "rainha do drama". Em agosto de 2018, seu pai comentou sobre as altas estatísticas de casos de estupro em Davao, brincando que há "muitas mulheres bonitas" em Davao, o que explica o alto índice. Sara respondeu defendendo seu pai, perguntando aos críticos o bem que eles fizeram por Davao, em comparação com a governança de sua família.